# Paralimnophila (Paralimnophila) harrisoni
Paralimnophila (Paralimnophila) harrisoni is een tweevleugelige uit de familie steltmuggen (Limoniidae). De soort komt voor in het Australaziatisch gebied.